# Leonid Shilnikov
Leonid Pavlovich Shilnikov (em russo:  Леонид Павлович Шильников; Kotelnich, 17 de dezembro de 1934 – 26 de dezembro de 2011) foi um matemático russo, que trabalhou com sistemas dinâmicos e teoria da bifurcação.
Foi professor da Universidade Estatal de Nizhni Novgorod. Foi palestrante convidado do Congresso Internacional de Matemáticos em Pequim (2002: Bifurcations and strange attractors).

## Obras
- com Vladimir Arnold, V. S. Afraimovich, Yu. S. Ilyashenko Bifurcation theory and catastrophe theory, in Arnold (Ed.) Dynamical Systems V, Encyclopedia of Mathematics, Springer Verlag 1994 (russo 1986)
- com D. V. Turaev, L. Chua Methods of qualitative theory in nonlinear dynamics, 2 Volumes, World Scientific 1998, 2001